# پیروز سوم
پیروز سوم (به پارسی میانه: 𐭯𐭩𐭫𐭥𐭰؛ نویسه‌گردانی به انگلیسی: pērōz؛ نویسه‌گردانی به فارسی: پیروئوزَت؛ به چینی: 卑路斯؛ پین‌یین: Bēilùsī) شاهزاده ساسانی، فرزند یزدگرد سوم واپسین شاهنشاه ساسانی بود.

## پیشینه
یزدگرد سوم سی و پنجمین و آخرین پادشاه ساسانی بود. با مرگ او در سال ۶۵۲ میلادی، سلسلهٔ ساسانی پس از ۴۱۶ سال، در ایران منقرض گردید. مسعودی فرزندان  یزدگرد سوم را چنین می‌شمارد، دو پسر بنام‌های بهرام (وهرام) و پیروز، و سه دختر ادرگ و شهربانو و مرد آوند.
بنابر برخی روایات شیعه، شهربانو به عقد حسین بن علی، نوهٔ محمد، درآمد و مادر سجاد است. شیعیان به این ترتیب فرزندان و نوادگان حسین بن علی را وارث خورنه یا فره ایزدی شاهنشاهان ایران باستان محسوب داشتند.
مرتضی مطهری و سید جعفر شهیدی در صحت داستان ازدواج حسین پسر علی با شهربانو تردید کرده و این روایات را رد کرده‌اند
پیروز به خواست پدرش یزدگرد سوم شاه ایران، برای جلب کمک نظامی تایزونگ، امپراتور چین از دودمان تانگ، از طریق کوه‌های پامیر (تاجیکستان امروز) به چانگ آن پایتخت آن زمان چین رفته بود که در آن زمان بزرگ‌ترین شهر جهان بشمار می‌آمد. چین که در شمال شرقی فرارود (مرز امروز چین باتاجیکستان و افغانستان) با امپراتوری ایران همسایه بود، همواره با ایرانیان مناسبات حسنه داشت.

## تلاش ها برای بازپس‌گیری ایران
بعد از جنگ صفین، هنگامی که علی مشغول شورشهای خوارج در عراق و فارس بود، مردمان مناطق جبال، فارس و کرمان در سال ۳۹ هجری/۶۵۹ میلادی از دادن مالیات سرباز زده و شروع به شورش کردند که روز به روز شدت می‌یافت و مردم این مناطق مأمورین جمع‌آوری مالیات را از شهرهای خود بیرون راندند. زیاد بن ابیه برای سرکوب شورشها فرستاده شد و توانست شورش مردم اصطخر را سرکوب کرده و فارس و کرمان را آرام کند. علی همچنین نیرویی کمکی به نیشابور فرستاد تا شورش آنجا را نیز آرام کند.
به نوشته کرون، پیروز سوم فرزند یزدگرد سوم موفق شد به عنوان شاه ایران در محلی که منابع چینی آن را جی لینگ نامیده‌اند مستقر شود که جی لینگ احتمالاً زرنج یا زرنگ در سیستان بوده‌است. به تلاش پیروز در منابع اسلامی در هنگامی که از شورش زرنج، بلخ، بوشنج، و خراسان در هنگام جنگ‌های داخلی مسلمانان در زمان خلافت علی نوشته‌اند، اشاره شده‌است. در این منابع، ذکری از نام پیروز سوم نشده‌است، اما نوشته‌اند که هنگامی که خٌلید بن کعث، فرماندار جدید منصوب شده توسط علی برای خراسان، به نیشابور رسید. شنید که فرمانداران خراسانی شاه ساسانی (عمال الکسری) از کابل به خراسان آمده‌اند و خراسان شورش نموده‌است. کرون، می‌نویسد که در سال ۳۰ هجری/ ۶۵۰ یا ۳۱ هجری قمری/ ۶۵۱ میلادی (دوران خلافت عثمان) عبدلله ابن عامر، فرماندار بصره پس از فتح شهر جور عازم استخر شد تا این شهر را دوباره فتح کند. او قصد کرد تا به عنوان تنبیه، جان تمام ساکنان شهر را بستانند. او به قولی چهل هزار نفر و بقولی دیگر یکصد هزار نفر و به عبارتی بسیاری را کشت. او بیشتر اشراف و اسواران نجیب‌زاده را نیز نابود نمود. تمام اینها مانع نشد که مردم استخر دوباره در زمان خلافت علی قیام نکنند.

## تلاش‌های پیروز پسر یزدگرد سوم در چین

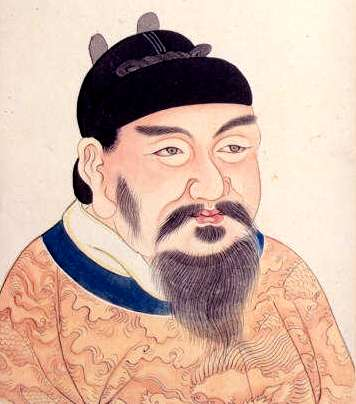
پرتره امپراتور گائوزونگ

پیروز به خواست پدرش یزدگرد سوم (چینی: Issu-ssu/I-ssu-hou)، در سال ۶۳۸ میلادی به گروهی به رهبری مرزبان (mo-se-pan) برای جلب کمک نظامی تایزونگ امپراتور چین، به چین رفت اما تایزونگ پیش از رسیدن پیروز به چانگ‌آن درگذشته بود و پسرش گائوزونگ امپراتور تازه و سومین رئیس کشورچین از دودمان تانگ به پیروز مقام درباری داد و احترام بسیار کرد و در سال ۶۶۲ میلادی او را با یکی از ژنرال‌های خود به نام «پی شینگ جیان» با لشکری کامل روانه ایران کرد. پیروز پیشنهاد کرده بود که این لشکر تا سیستان  (شهر زرنج = زرنگ و مرکز ایالت نیمروز افغانستان امروز، در چینی Chi-Ling) با او باشد زیرا که اطمینان دارد، ایرانیان پس از شنیدن خبر بازگشت وی، دسته‌های مقاومت تشکیل می‌دهند و به یاری‌اش می‌شتابند. پیروز موفق شد به یاری چینیان در سال ۶۵۸ میلادی دولت پارسی زرنگ را با پایتختی زرنگ (Chi-ling) در سیستان به وجود آورد. سکه‌های بسیاری از یزدگرد برای سال بیستم پادشاهی وی (۶۵۰–۶۵۱ م) به ضرب سیستان وجود دارد که به نظر سکه‌شناسان پس از سال ۶۵۱ میلادی و مرگ یزدگرد ضرب شده‌اند. این می‌تواند به این معنا باشد که پس از مرگ یزدگرد، فرزندانش هم چنان به نام او سکه می‌زدند و همین گواه بر ادامه کوتاه پادشاهی ساسانی در شرق ایرانشهر است. بر اساس آنچه چینیان روایت می‌کنند، در ۱۴ فوریه سال ۶۶۳ میلادی فغفور گائوزونگ پیروز را به این حکومت منصوب کرده‌است. منابع ایرانی نیز از این سلطنت یاد می‌کنند:
پسر یزدگرد به هندوستان شد، سپاه و گُند آورد، پیش از آمدن به خراسان درگذشت، آن سپاه و گُند بیاشفت
همین منابع نشان می‌دهند که این حکومت در سال ۶۷۳/۶۷۴ میلادی سقوط کرده‌است. گائوزونگ به پیروز یکی از شانزده لقب سلطنتی امپراطوری چین با عنوان «سپهسالار گارد جنگی راست» (You wu wei jianguim) را اعطا کرد و بعد از او به پسرش نِرسی نیز لقب «سپهسالار گارد جنگی چپ» را اعطا نمود.

## اقدامات پیروز و مرگ او

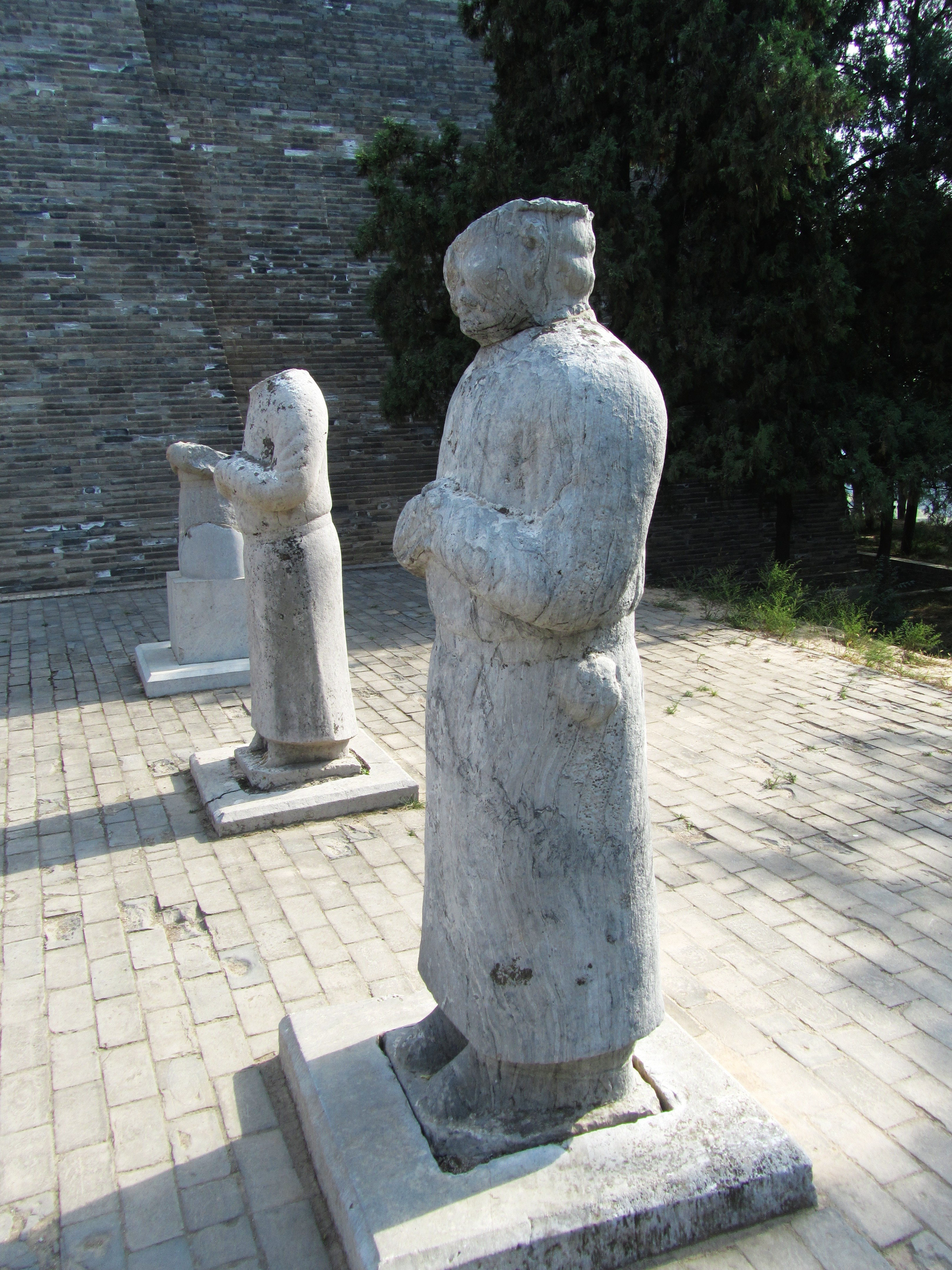
مجسمه منسوب به پیروز سوم میان مجسمه‌های سران ۶۱ کشور در مقبره کیانلینگ.

پیروز در سال ۶۷۷ میلادی فرمان احداث معبدی به نام Bos-si (معبد پارسی) در شینجان را داد. او در سال ۶۷۸/۶۷۹ میلادی درگذشت. نرسه، فرزند پیروز سوم، در یادداشتی مرگ پدرش را اینچنین توصیف می‌کند:
«پیروز از امپراتور چین تنها تقاضای تدفینی ساده را برای خود کرد. ایرانیان در تبعید به همراه امپراتور چین حاضر بودند. امپراتور دستان لرزان پیروز را در دستانش گرفت. پیروز نگاهش را به غرب (ایران) گرداند و گفت: «من هر آنچه در توان داشتم برای وطنم (ایران) انجام دادم و آسوده خاطرم.» سپس نگاهی به شرق کرد و گفت: «سپاسگزار چین هستم، وطن جدیدم» سپس نگاهش را سوی خانواده‌اش و همه ایرانیان حاضر گرداند و گفت: «تلاش و استعداد خود را در راه یاری امپراتور بگمارید. ما ایرانی هستیم اما اکنون وطن (دوم) ما چین است.» و سپس در آرامش چشم از جهان فروبست.»
پیشاپیش آرامگاه گائوزونگ، یکی از مجسمه‌های بی سر متعلق به پیروز سوم است که بر کتیبهٔ پشت آن چنین نوشته شده‌است:
«پیروز، شاه پارس (ایران) سپهسالار بزرگ گارد جنگی راست و سپهبد پارس (ایران)»

## شرح وقایع توسط نرسی پسر پیروز
نرسی نوه یزدگرد سوم یا نرسه پسر پیروز سوم، جزئیات تلاش‌های پدرش و مهاجرت پارسیان درباری به چین و زندگی در این کشور را در کتابی شرح داده‌است. به نوشتهٔ وی، دولت عرب پس از آگاه شدن از توسل شاهزاده پیروز به دربار
چین، هیأتی را به ریاست یکی از معاریف عرب به «چانگ آن» فرستاد و این هیئت موفق شد که امپراتور گائوزونگ را بی‌طرف سازد و نظر وی را نسبت به کمک به بازماندگان یزدگرد سوم تغییر پیدا کرد. مخصوصاً که بعداً این امپراتور دچار سکته های مغزی شد و امور و کارهای دولت به دست همسرش «وو زتیان» افتاد که قصد جنگ نداشت. نرسی در سال ۶۷۹ میلادی با سربازانش برای آزاد ساختن ایرانشهر به غرب رفت و قریب به سی سال در طخارستان با اعراب جنگید. مجسمه وی نیز کنار مجسمه پدرش قرار دارد و عنوان خدای (=صاحب) پارس بر آن نقش بسته‌است.

### ایرانیان مهاجر به چین
در وقایع روزانه دودمان «تانگ» نیز دیدار پیروز از چین و صدور اجازه اقامت به ایرانیان مهاجر، روز به روز و به تفصیل آمده‌است و این وقایع که تصحیح و حاشیه‌نویسی (تفسیر) شده‌اند به صورت کتاب به چاپ رسیده‌اند.